# Robert Hendrickson (Regisseur)
Robert Gaylord Hendrickson (* 17. September 1944 in Los Angeles, Kalifornien; † 1. Oktober 2016) war ein US-amerikanischer Regisseur, Drehbuchautor und Filmproduzent.

## Leben
1969 führten Mitglieder der Manson Family im Auftrag von Charles Manson unter anderem die Tate-Morde durch, bei denen die hochschwangere Schauspielerin Sharon Tate, ihr ungeborener Sohn sowie Jay Sebring, Wojciech Frykowski, Abigail Folger und Steven Parent getötet wurden. Die Täter wurden kurz danach verhaftet und zum Tode verurteilt. Nachdem Anfang 1972 die Todesstrafe in Kalifornien vorübergehend abgeschafft worden war, wurden die Urteile in lebenslange Freiheitsstrafen umgewandelt.
Robert Hendrickson erhielt zu dieser Zeit über private Kontakte exklusiven Zugang zur Manson Family und drehte zwischen Ende 1969 und Sommer 1972 unter anderem auf der Spahn Movie Ranch über 100 Stunden Material mit den verbliebenen Mitgliedern der Gruppe. Auf Basis des Materials produzierte er 1973 gemeinsam mit Laurence Merrick den Dokumentarfilm Manson. Bei der ersten Veröffentlichung 1973 wurde nur Merrick als Regisseur und Produzent genannt; erst nach einem Rechtsstreit mit Hendrickson wurde dieser gleichberechtigt als Regisseur und Produzent genannt. Der Film brachte Hendrickson und Merrick bei der Oscarverleihung 1973 eine Nominierung für den Oscar für den Besten Dokumentarfilm ein. Nach Lynette Frommes Mordversuch an US-Präsident Gerald Ford wurden Aufführungen des Films durch Richter Thomas McBride verboten, um Frommes verfassungsmäßiges Recht auf ein faires und zügiges Verfahren zu wahren. Der Film erreichte daher kein großes Publikum und war viele Jahre nur als Raubkopie verfügbar.
1979 drehte Hendrickson die Komödie Close Shave, für die er gemeinsam mit Ron Collier auch das Drehbuch geschrieben hatte.
In den späten 1990er Jahren übertrug Hendrickson seine 16-mm-Filme der Manson-Interviews auf Video und fügte sie zu einem fünfstündigen Rohschnitt zusammen. Diesen schnitt er schließlich auf 85 Minuten herunter und veröffentlichte diesen 2007 als neuen Dokumentarfilm unter dem Titel Inside the Manson Gang, in dem er Ausschnitte aus dem ersten Manson-Film neu zusammenstellte. Hendricksons Kommentare in diesem neuen Manson-Film schwankten „zwischen Sensationalismus und Analyse“. Hendrickson veröffentlichte 2011 auch das Sachbuch Death to Pigs mit Transkripten seiner Interviews mit der Manson Family. Sowohl die zweite Dokumentation als auch das Buch haben laut Ian Cooper nicht mehr viel mit dem nüchternen Ton von Hendricksons erstem Dokumentarfilm zu tun; beide Werke enthielten zahlreiche Spekulationen und „seltsame“ Ideen.
Kurz nach seinem Tod 2016 wurden in Hendricksons Archiv hunderte Stunden an Video- und Audio-Aufnahmen zur Manson Family von Simon Andreae entdeckt, die restauriert, mit Interviews von überlebenden Manson-Family-Mitgliedern und weiteren Zeitzeugen ergänzt und zum Dokumentarfilm Manson: The Lost Tapes zusammengeschnitten wurden.
Hendrickson war ab 1968 mit Lenora Jane Conklin verheiratet. Aus der Ehe ging ein Sohn hervor.

## Filmografie
- 1973: Manson (Dokumentarfilm)
- 1979: Close Shave
- 2007: Inside the Manson Gang (Dokumentarfilm)

## Schrift
- Death to Pigs. Tobann International Pictures, 2011, ISBN 978-1-450-77935-7.